# Stiftelsen Sverige i Europa
Stiftelsen Sverige i Europa var en av ja-sidans kampanjorganisationer under folkomröstningen om införande av euron i Sverige den 14 september 2003. Stiftelsen är partipolitiskt obunden och bedrev inför omröstningen lokal, regional och nationell kampanjverksamhet. VD var Birgitta Ed. Stiftelsen finansierades i huvudsak av organisationen Svenskt Näringsliv.